# Xuất huyết não
Xuất huyết não (ICH), còn được gọi là chảy máu não, là một loại chảy máu nội sọ xảy ra trong mô não hoặc não thất. Các triệu chứng có thể bao gồm đau đầu, yếu một bên người, nôn mửa, co giật, giảm mức độ ý thức và cứng cổ. Thường các triệu chứng trở nên tồi tệ hơn theo thời gian. Sốt cũng khá phổ biến. Trong nhiều trường hợp chảy máu diễn ra ở cả mô não và não thất.
Nguyên nhân bao gồm chấn thương não, phình động mạch, dị dạng động mạch và khối u não. Các yếu tố nguy cơ lớn nhất đối với chảy máu tự phát là huyết áp cao và bệnh amyloidosis. Các yếu tố nguy cơ khác bao gồm nghiện rượu, cholesterol thấp, chất làm loãng máu và sử dụng cocain. Chẩn đoán thường bằng chụp cắt lớp. Các điều kiện khác có thể có triệu chứng tương tự là đột quỵ thiếu máu cục bộ.
Điều trị thường cần được thực hiện trong một đơn vị chăm sóc tích cực. Hướng dẫn khuyến nghị giảm huyết áp xuống tâm thu 140 mmHg. Chất làm loãng máu nên được đảo ngược nếu có thể và lượng đường trong máu giữ ở mức bình thường. Phẫu thuật đặt ống dẫn lưu thất có thể được sử dụng để điều trị tràn dịch não nhưng không nên sử dụng corticosteroid. Phẫu thuật để loại bỏ máu là hữu ích trong một số trường hợp.
Chảy máu não ảnh hưởng đến khoảng 2,5 người trên 10000 người mỗi năm. Nó xảy ra thường xuyên hơn ở nam giới và người già. Khoảng 44% những người bị chảy máu não chết trong vòng một tháng. Kết quả chữa trị tốt xảy ra ở khoảng 20% những người bị ảnh hưởng. Vào năm 1823, đột quỵ đầu tiên được chia thành hai loại chính, chảy máu não và không đủ lưu lượng máu.